# Миколайпілля
Миколайпі́лля — село Дружківської міської громади Краматорського району Донецької області, України.

## Загальні відомості
Населення за переписом 2009 року складає 421 осіб. Станом на 2018 рік: 483 людини. Відстань до райцентру становить близько 16 км і проходить автошляхом місцевого значення.
Віддаленість від: м. Донецька 69 км, м. Києва 645 км, м. Харкова 225 км.

## Назва
- До 1917 року — Миколайпіль
- З 1917 року — Миколайпілля

## Історія
Як свідчать архівні джерела, село зародилося ще після 1880 року. Назву села, за одним з переказів, пов'язано з ім'ям сина великого поміщика Борисівського, якому належали ці землі, придбані згодом німецькими колоністами-менонітами. Вони завжди намагалися зберегти давню назву, що існувала до їхнього прибуття. До 1917 року колонія називалася Миколайпіль, а в 20-х роках — Миколайпілля. Першими поселенцями були родини Шульців, Бурів та інші. 1890 року, поміщик Енс купив у Борисівського 300 десятин землі на виплат впродовж 60 років. Біля його маєтку притулилося 6 родин. Вони вели землеробство, обробляли городи, розводили в ставку рибу.
Енс мав 30 дійних корів і більше 30 рисаків. У нього постійно були наймані і сезонні робітники. 1917 року, після Жовтневого перевороту у Петербургу Емс виїхав до Німеччини. На наступний рік в його маєтку була утворена комуна «Червоний Прапор». Вона проіснувала всього один рік. Після її скасування землю розподілили між селянами.
Миколайпілля (Ніколайфельд/Nikolaifeld), до 1917 — менонітське село на власній землі в Катеринославській губернії, Бахмутський повіт, Сантуринівська/Олександро-Шультенська волость; у радянські часи — Сталінська/Донецька область, Костянтинівський район. Засноване 1892 року на лівому березі річки Кривий Торець. Засновники з хортицьких колоній. Менонітська громада Нью-Йорк. Землі 2100 десятин. Кооперативна лавка, початкова школа, сільрада (1926). Мешканці: 204 (1911), 400 (1918), 340/313 німці (1926).
7 (20) листопада 1917 року, відповідно до Третього Універсалу Української Центральної Ради, увійшло до складу Української Народної Республіки.
Більшість колоністів до революції були заможними селянами, побут їхній був налагоджений. Після революції все змінилося: значна частина втратила свої землі. Наприклад, зовсім безземельних налічувалося в Миколайпіллі 56 родин. Все це підштовхувало людей мігрувати в 20-х роках до Канади.
1930 року почалася колективізація. 175 заможних селян з Миколайпілля були розселені по Костянтинівському району. Половину мешканців села, тоді вже складали сім'ї з Харківської, Полтавської та Кіровоградської областей.
Напередодні війни, в Миколайпіллі залишалося лише 24 німецькі родини. Чоловіки працювали в радгоспі, а жінки переважно переймалися домашнім господарством. Подібна картина спостерігалася і в інших місцях, де жили німці-меноніти: Кіндратівка, Білокузьминівка, Суворо. Ці села мали, здебільшого, одну широку вулицю, на якій стояли добротні будинки завдовжки до 30 метрів і завширшки 6 метрів. Їх можна побачити подекуди і зараз(2000-і), особливо багато німецьких будівель лишилося в селі Кіндратівка. Під одним дахом містилося житло і господарські споруди. Будинки оточували фруктові сади, які розкішно виглядали серед українських степів. Криниці були в кожному дворі, а ось городів було не так багато. Всі садиби огороджувалися муром з каміння. На краю села стояла кузня.
У взаєминах між селянами, що належали до різних конфесій, були певні складнощі. Так, вступ до шлюбу з представниками іншого віросповідання, заборонявся. Змішані шлюби в Миколайпіллі з'явилися тільки в 30-х роках минулого століття. А ось в радянській школі, вже вчилися діти всіх національностей. У 1936 році німецьких класів не було. Вчилися усі, до речі, українською мовою. У старші класи дітей возили на бричках в інший радгосп.
Розлучень в німецьких родинах теж майже не було. У побутовому плані вони були дуже порядними і з сусідами жили дружно. Відрізнялися великою охайністю, доброзичливістю, гостинністю. Місцеві старожили згадують, що ніхто не бачив, коли господині перуть дуже щільні вовняні сукні. Припускали, що вони цього ніколи не роблять. Проте, німкені завжди були чистими і охайними.
Коли почалася німецько-радянська війна, всі родини, де батько був німцем, підлягали виселенню — таких родин виявилося 24. Назад ніхто не повернувся. У Миколайпілля залишили тільки тих, де дружина була німкенею, а чоловік українець чи росіянин. Зараз від німецьких колоністів-першопоселенців, залишилася остання «ниточка» — це діти, онуки і правнуки Маргарити Леткеман. Вона була одружена з Павлом Левікіним, тож завдяки цьому, не потрапила під переселення.  

## Населення
Населення села за роками:
- 1890 р. — 7 родин
- 1989 р. — 535 людин
- 2009 р. — 421 людина
- 2018 р. — 482 людини

За даними перепису 2001 року населення села становило 483 особи, з них 72,88 % зазначили рідною мову українську, 24,64 % — російську, 0,83 % — білоруську та 0,21 % — молдовську.

## Інфраструктура
- Миколайпільський дошкільний навчальний заклад;
- Миколайпільський ФАП (фельдшерсько-акушерський пункт);
- Миколайпільський сільський Будинок культури;
- Сільська бібліотека.

## Пам'ятники
У селі є Братська могила радянських воїнів Південно-західного фронту і пам'ятник воїнам-землякам. Споруджена у 1969 році. Реконструйована 1985 року.           

## Відомі люди
- Дикарєв Георгій Дмитрович — водолаз 2-ї Світової Війни, кавалер Медалі Ушакова